# Xá-Muteba
Xá-Muteba és un municipi de la província de Lunda-Nord. Té una població de 52.422 habitants. Comprèn les comunes de Xá-Muteba, Cassange-Calucala i Longo. Limita al nord amb el municipi de Cuango, a l'est amb el municipi de Capenda Camulemba, al sud amb el municipi de Cambundi Catembo, i a l'oest amb els municipis de Quela i Cunda Dia Baze. Fins 1978 formava part de la província de Malanje.